# Poste de Bila Tserkva
La poste de Bila Tserkva  est un bâtiment classé de la ville de Bila Tserkva, 47 boulevard Alexandre, en Ukraine.

## Historique
Le centre fut construite en 1833.

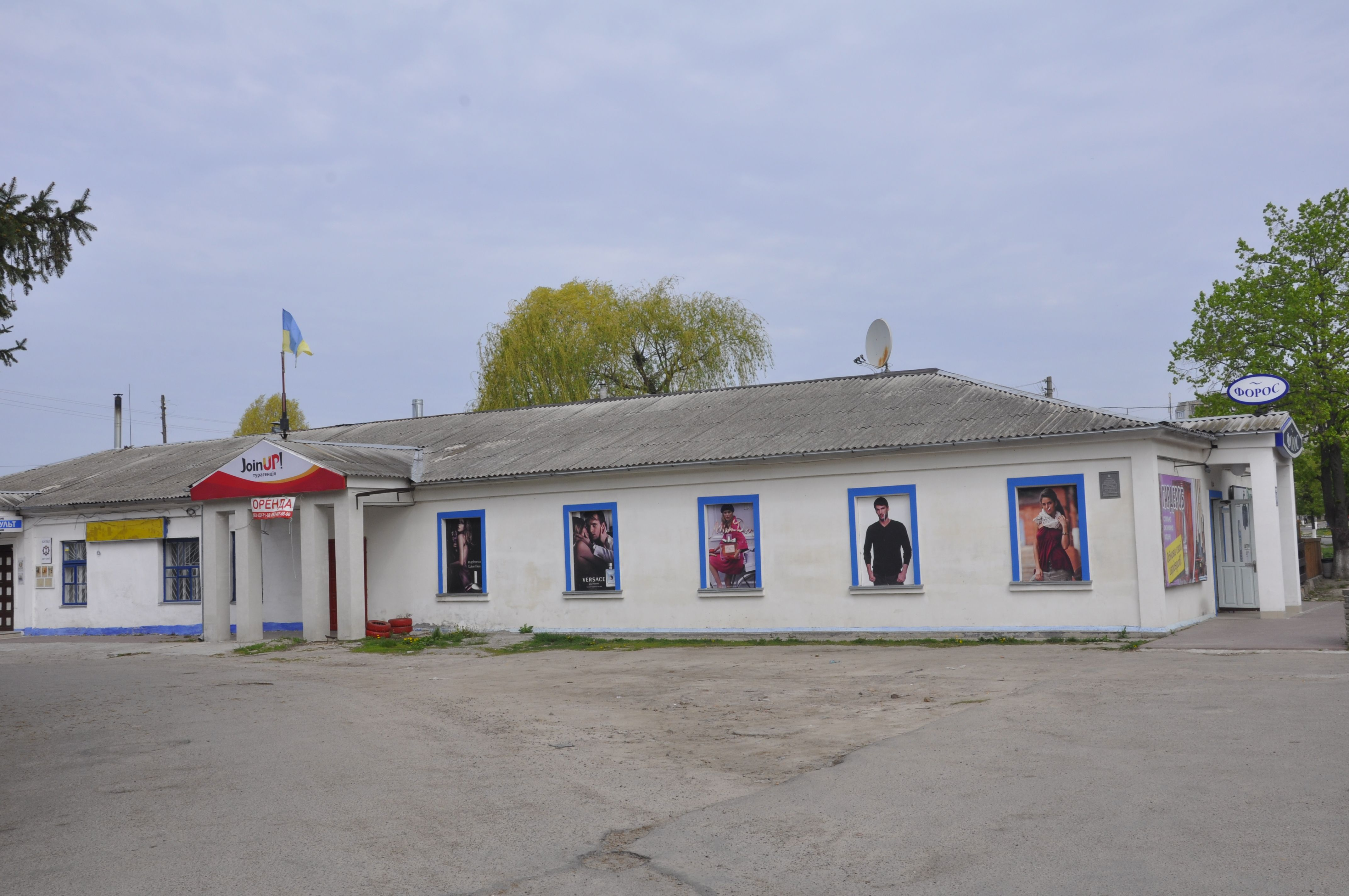
Bâtiment des postiers, Registre national des monuments d'Ukraine
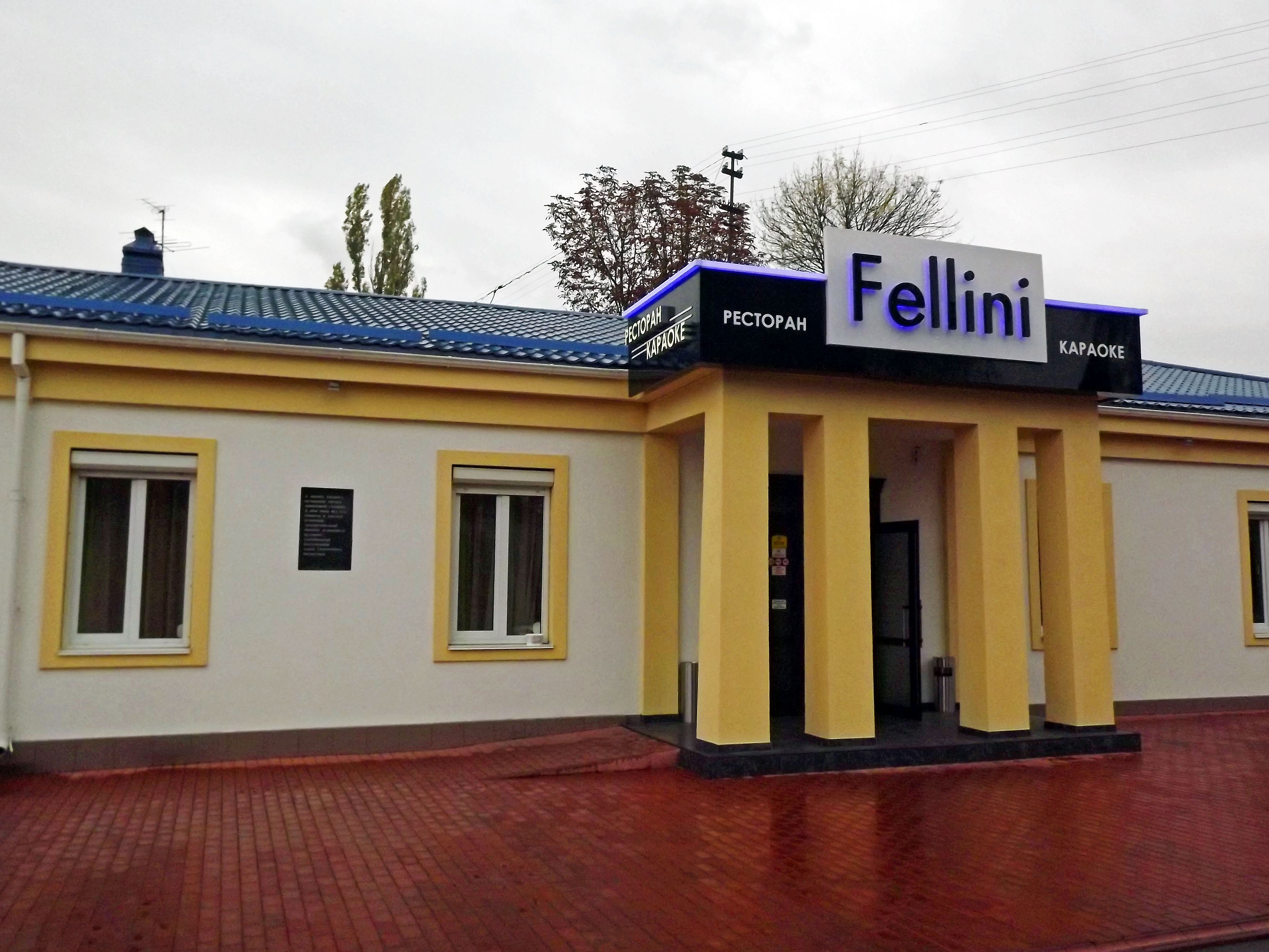
auberge[3],
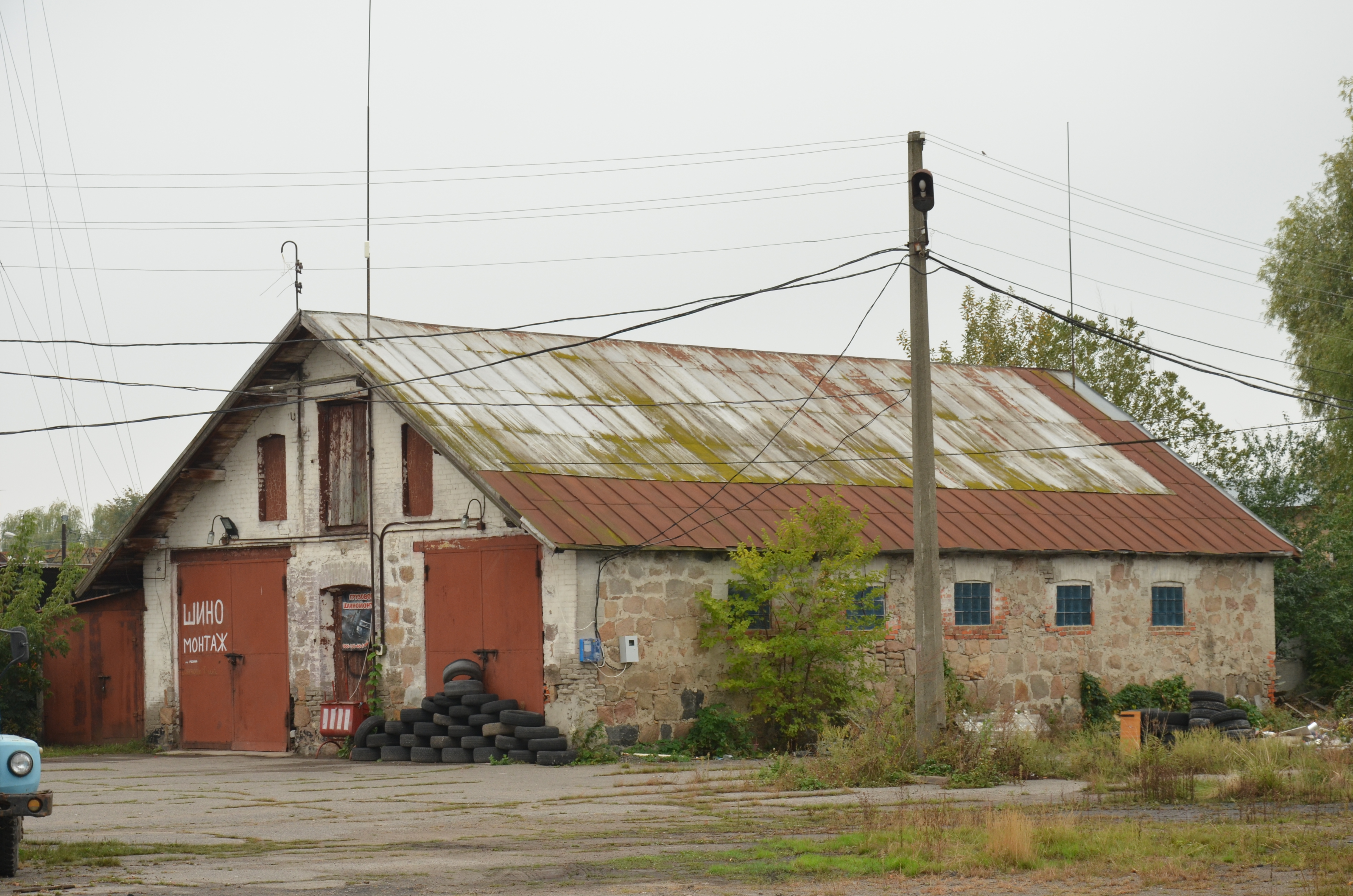
forge[4],
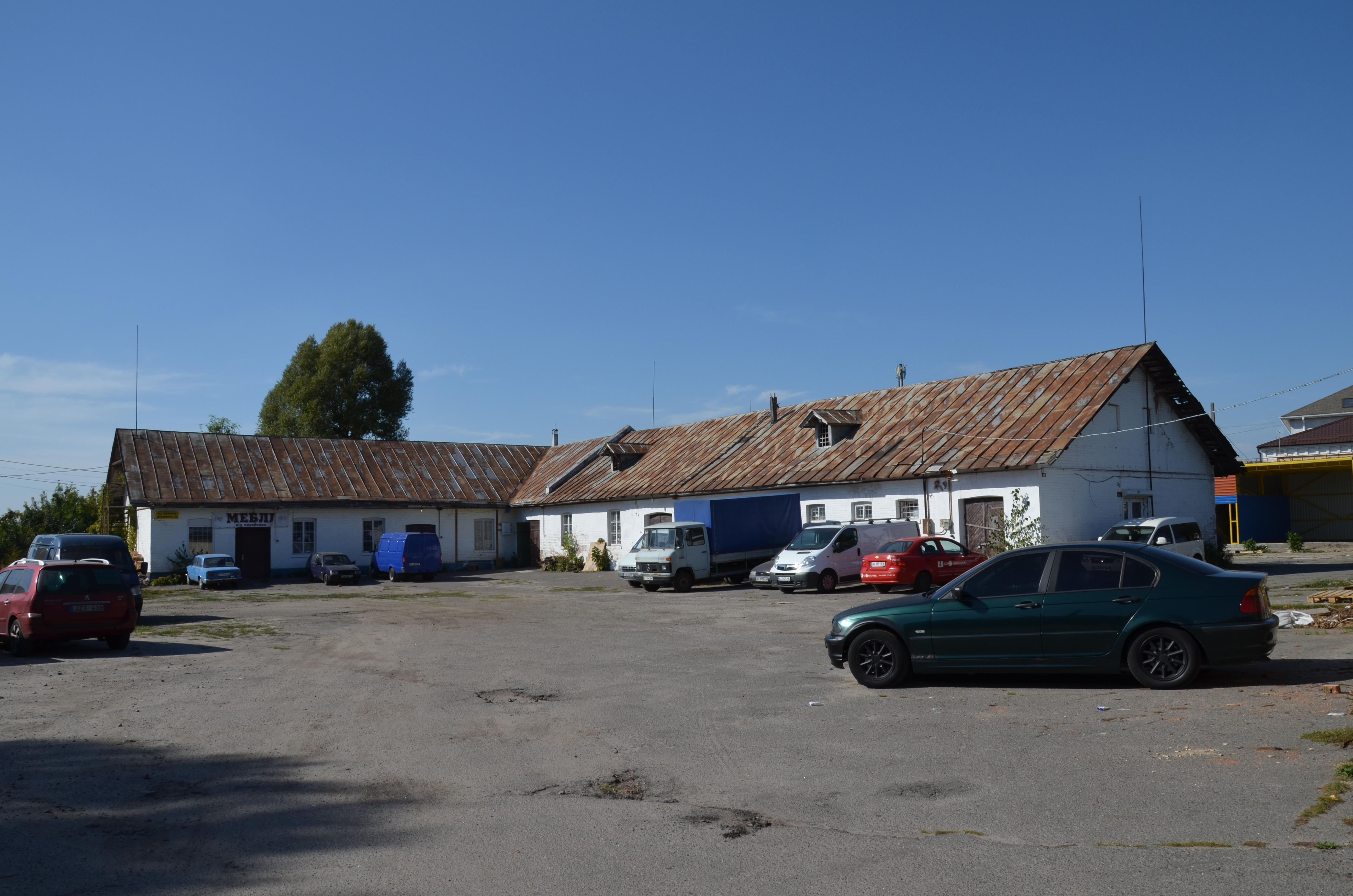
étables[5],[6].